# Artefakt (Technik)
Als Artefakt bezeichnet man in der Messtechnik und anderen Gebieten ein unechtes, durch Eigenschaften der Methode hervorgerufenes Ergebnis (Beispiel: Escapelinien in Gammaspektren). In der Nachrichtentechnik bezeichnet Artefakt die Auswirkung einer systembedingten Übertragungsschwäche auf ein Nutzsignal; sie kann auftreten, wenn ein Signal umgewandelt oder die enthaltenen Daten unter Inkaufnahme von Verlusten komprimiert werden.
| Nutzsignal                                                   | Systemschwäche                             | Auswirkung |
| ------------------------------------------------------------ | ------------------------------------------ | --- |
| Audio (Kabelübertragung)                                     | Mangelhafte Abschirmung                    | Brummen |
| Audio (Kabelübertragung)                                     | Mangelhafte Abschirmung                    | Schwebungen (Pfeifen)                                                                                              |
| Audio (Verstärkung)                                          | Stochastische Signalbeeinträchtigung       | Rauschen |
| Audio (Verstärkung)                                          | Rückkopplung                               | Pfeifen |
| Audio (Wiedergabe)                                           | Geringe Lautsprecherdynamik                | Verzerrungen |
| Audio (Stereowiedergabe)                                     | - Frequenzabhängige - Phantomschallquellen | - Drängen der hohen Frequenzen in die Lautsprecher - Drängen der tiefen Frequenzen ins Center                      |
| Audio (digitale Speicherung)                                 | Kompressionsartefakt                       | Pre-Echo, Post-Echo, verwaschener Klang, unpassende Lautstärkeänderungen, Veränderung der Stereofonie, Scheppern   |
| Fotografie (Aufnahme)                                        | Linsenstreuung                             | Sterne und Ringe quer durchs Bild (lens flare, Spikes)                                                             |
| Fotografie (Aufnahme)                                        | Belichtungszeit > 0                        | Verwischung bei bewegtem Motiv                                                                                     |
| Fotografie (Aufnahme)                                        | Belichtungszeit > 0                        | „Verwackeln“ bei bewegter Kamera                                                                                   |
| Fotografie, Video (digitale Speicherung/Übertragung)         | Kompressionsartefakt                       | Farbverfälschungen, wabernder Hintergrund, Ringing, Unschärfe, Blockartefakte, Schwarz-Weiß-Konturen, Farbkonturen |
| Video (Fernsehen)                                            | Stochastische Signalbeeinträchtigung       | „Schnee“ (Bildrauschen)                                                                                            |
| Video (Fernsehen)                                            | Reflexionen bei der kabellosen Übertragung | „Schatten von Kanten“, Doppelbilder                                                                                |
| Sonografie, Computertomographien (Mikro-CT, MRT, PET, SPECT) | diverse Ursachen                           | Ringartefakte, Quellen diagnostischer Unsicherheiten                                                               |